# Kapenopfu Corona
Kapenopfu Corona est une corona, formation géologique en forme de couronne, située sur la planète Vénus par -21,7° S et 271° E. Elle est localisée dans le quadrangle de Phoebe Regio. Elle a été nommée en référence à Kapenopfu, déesse créatrice Angami-Naga (Birmanie/Myanmar). 

## Géographie et géologie
Kapenopfu Corona couvre une surface circulaire d'environ 200 km de diamètre. 